# Alaska Airlines
Alaska Airlines je aerolinka ze SeaTacu ve státě Washington, nedaleko Seattlu. Je klasifikovaná jako jedna z hlavních dopravců a její domovská letiště jsou Seattle-Tacoma International Airport, Ted Stevens Anchorage International Airport a Portland International Airport a má také sekundární domovské letiště v San Jose.
Společně s menší aerolinkou Horizon Air tvoří alianci Alaska Air Group. Také sdílí kódy s American Airlines a Delta Air Lines. V roce 2010, výzkumná společnost J.D. Power and Associates umístila společnost na prvním místě mezi aerolinkami ve spokojenosti pasažérů už potřetí za sebou.

## Historie

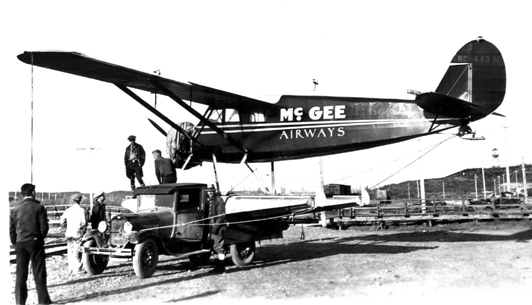
Dvouplošník Stinson společnosti McGee Airways.

### Počátky (1932 - 1945)
Aerolinka datuje své kořeny až k aerolince McGee Airways, kterou v roce 1932 založil aljašský letecký průkopník Linious McGee. První let nové společnosti vzlétl v Anchorage a letěl do Bristolova zálivu. Jednalo se o jednomotorový Stinson s kapacitou tří cestujících. V té době ještě neexistovaly žádné plánované lety, let se uskutečnil až když se dostavil dostatečný počet cestujících nebo jiného nákladu.
Společnost ale vznikla při Velké hospodářské krizi, která její existenci den co den ohrožovala. V dalších letech společnost uskutečnila několik sloučení a koupí, což přinášelo změny názvu a především rozšíření služeb na celou Aljašku. V roce 1934 přišlo jedno z prvních sloučení, které sloučilo McGee Airways a Star Air Service, v té době dominantním leteckým dopravcem na poloostrově. Přestože měla společnost Star Air Service před sloučením hned patnáct letounů, ztrácela finančně kvůli vysokým cenám údržby dřevěných letadel.
V roce 1937 společnost Star Air Service koupila Alaska Interior Airlines a změnila svůj název na Star Air Lines. O rok později začala federální regulace, jelikož Kongres vytvořil Úřad civilního letectví Spojených států amerických, který společnosti věnoval všechny požadované aljašské spoje, ale let mezi Anchorage a Seattlem měla provozovat společnost Pan American World Airways.
V roce 1941 společnost Star Air Lines koupil Raymond Marshall, podnikatel z New York City. O rok později společnost koupila tři konkurenční aljašské aerolinky Lavery Air Service, Mirow Air Service a Pollack Flying Service, a také hangár na letišti Teda Stevense v Anchorage. Ve stejném roce se jméno společnosti změnilo na Alaska Star Airlines, které bylo v květnu 1944 změněno na Alaska Airlines, jelikož se společnosti jen těsně podařilo porazit soupeře v soutěži o toto jméno. Ve čtyřicátých letech dvacátého století bylo sídlo společnosti v Anchorage.
Když v prosinci 1941 Spojené státy vstoupily do druhé světové války, společnost náhle čelila nedostatku pilotů. I přesto ale zakoupila v roce 1943 svá první vícemotorová letadla, model Lockheed L-18 Lodestar. V roce 1943 byly také na Americké burze prodány první akcie společnosti. Aerolinkám ale docházely peníze a piloti dokonce museli občas sáhnout do vlastní kapsy, aby mohli zaplatit za palivo. Už tak špatné situaci neprospívalo ani časté střídání prezidentů společnosti.

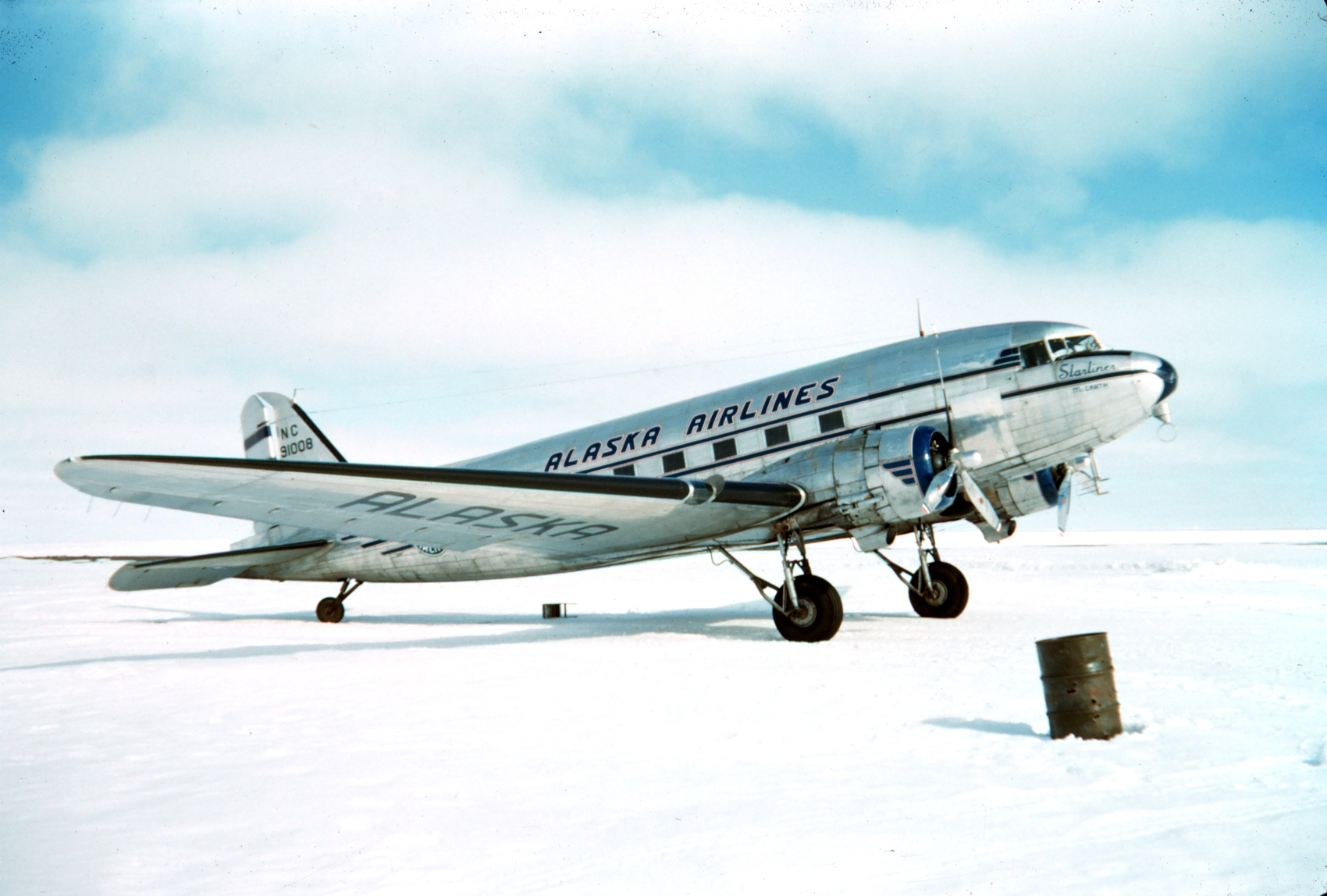
Jedno z letadel Douglas DC-3 zakoupených od americké armády.

### Expanze po 2. sv. válce
V roce 1945 najaly aerolinky svou první letušku. V roce 1947 se prezidentem společnosti stal James Wooten, který začal s velkým rozvojem. Pod jeho vedením společnost zakoupila mnoho přebytkových letadel od armády, která je používala ve válce. Mezi zakoupené modely patřily Douglas DC-3, Douglas DC-4 a Curtiss C-46 Commando.

#### Celosvětové charterové lety
Aerolinka použila nových letadel ke zvýšení počtu charterových operací a v roce 1948 se stala největším charterovým leteckým dopravcem na světě. Mezi charterové spoje společnosti patřil spoj mezi Anchorage a Honolulu a let mezi Anchorage a Chicagem se zastávkou v Seattlu. Lety na těchto trasách nebyly plánované, ale zachovaly si svou pravidelnost.
Společnost ale neprovozovala pouze charterové lety do Spojených států, ale také do zbytku světa. Účastnila se také letecké reakce na Berlínskou blokádu a Operace Létající koberec v Jemenu. V roce 1948 pomáhala reagovat na Berlínskou blokádu přepravováním zásob do Západního Berlína, okolo kterého Sověti postavili zeď. O rok později se také účastnila evakuace čínských nacionalistických jednotek při tamní socialistické revoluci.
Společnost také hrála velkou roli v organizaci přepravy Židů z Jemenu do Izraele v Operaci Létající koberec v letech 1949 a 1950. Židy společně s dalšími aerolinkami vysadila ve městě Tel Aviv v nově vytvořené zemi Izrael. Nejednalo se ale o nějak lehký úkol. Letadla nesměla přistávat v arabských zemích, takže musela mít přídavné palivové nádrže, aby mohla doletět z Jemenu do Izraele bez zastávky. Také létala přes nepřátelská území, odkud se na ně mnohokrát střílelo. Letiště v Tel Avivu bylo navíc často bombardováno, což zabránilo letadlům zůstat tam přes noc. Společnost nepřišla o žádné ze svých letadel a nikdo zde nepřišel o život. Později sehrála aerolinka podobnou roli při přepravě Židů z Iráku do Izraele.
Velké množství charterových letů bylo pro společnost výdělečné, a tak se rozhodla přemístit své sídlo na Paineovo letiště severně od Seattlu. V Anchorage si společnost ponechala pouze regionální kanceláře. Přes svůj úspěch byla ale charterová doprava společnosti pouze krátkodobá. V roce 1949 ale Úřad civilního letectví zavřel celou aerolinku pro porušování bezpečnostních pravidel a zakázal ji provozovat celosvětové charterové lety, což přivedlo prezidenta Jamese Wootena k odchodu ze společnosti.

### Nové vedení (50. léta)
Padesátá léta aerolinka začala bez charterových letů a s omezením na Aljašku. V roce 1950 ale koupila dvě menší aljašské letecké společnosti, Collins Air Service a Al Jones Airways.
V roce 1951 Úřad civilního letectví také donutil odejít vlastníka Raymonda Marshalla, který, přestože pod jeho vlastnictvím společnost rostla, ohrožoval její existenci finančními problémy. Také zakoupil společnost, aby vydělal peníze sám pro sebe, a nestaral se příliš o její dlouhodobou stabilitu. Ve stejném roce se společnosti podařilo od Úřadu civilního letectví získat povolení na trasách mezi Anchorage nebo Fairbanks a Seattlem nebo Portlandem.
V roce 1952 dosadil Úřad civilního letectví do vedení společnosti Nelsona Davida, který začal pracovat na finanční stabilitě aerolinky. V roce 1957 už na tom byla společnost po finanční stránce lépe, a tak David přenechal své místo Charlesi Willisi, Jr., který se stal nejen novým prezidentem, ale také CEO.
Pilotovi z druhé světové války Willisovi se podařilo vymyslet různé marketingové triky, které ji oddělily od ostatních společností. Pod jeho vedením se společnost stala první aerolinkou, která začala na palubě svých letadel vysílat filmy. Také začala používat letadla Douglas DC-6, první přetlaková letadla společnosti, která mohla létat nad mraky a meteorologickými nepříjemnostmi. Na palubě těchto letadel také aerolinka představila službu Zlatá nugeta, která zahrnovala salón a piano na palubě.

### Éra tryskáčů (60. léta)
V roce 1960 se společnost rozhodla zrušit některé lety mezi malými aljašskými městy. O rok později začala svou tryskovou éru, když nakoupila letadla Convair 880. Později nakoupila také letouny Boeing 727, které se staly poznávacími modely společnosti na dalších 25 let. Také se stala první společností, která používala Lockheed L-100 Hercules, civilní verzi Lockheedu C-130 Hercules, který přepravoval ropné vrty na Aljašský severní svah a poté také do Ekvádoru.
V této době musela společnost čelit těžké konkurenci ze strany Pan American World Airways, Northwest Airlines a Pacific Northern Airlines, která se ale později sloučila do Western Airlines. Aby se aerolinka odloučila od svých soupeřů, začala používat laciné, ale nápadité triky, jako například bezpečnostní instrukce v rýmech, módní show v uličkách nebo hry bingo.
Na začátku šedesátých let měla společnost sídlo v Belltownu, který je čtvrtí Seattlu. Mezi lety 1962 a 1968 navíc vlastnila dvě letadla Lockheed L-1649 Starliner, které byly používány ve vojenské letecké dopravě. V prosinci 1962 podepsala smlouvu s Air Guinée, které společnost poskytovala expertizu v oblasti managementu a dvě letadla Douglas DC-6. Přestože se původně jednalo o sedmiletou smlouvu, guinejská aerolinka skončila kontrakt už po šesti měsících. Air Guinée navíc dlužila společnosti 700 tisíc dolarů, které zaplatila Agentura Spojených států amerických pro mezinárodní rozvoj.
V šedesátých letech se společnost také snažila podpořit cestovní ruch na Aljašce zavedením charterových letů do pevninských států. V roce 1963 se stejným záměrem zorganizovala reklamní tour do Japonska. V roce 1967 oslavoval stát Aljaška sté výročí od svého vzniku, které společnost podpořila změnou svých barev a také obleku letušek, který nyní vypadal jako oděv z Eduardovského období. Ve stejném roce společnost rozšířila své působení na jihovýchodní Aljašku pravidelným letem do Sitky. Díky tomuto kroku pak v roce 1968 koupila dvě menší aerolinky Alaska Coastal Ellis a Cordova Airlines.

### Ekonomické problémy (70. léta)
Na začátku sedmdesátých let začala společnost provozovat charterové lety na Sibiř, přestože nebyla v příliš dobrém finančním stavu. Stejně jako většina letecké dopravy aerolinku postihlo zdražení paliva i ostatních provozních nákladů, které málem zavinilo její bankrot. Také byla zpožděna stavba Aljašského ropovodu, takže některá letadla vyčkávala na práci a při tom ztrácela peníze. Další rána pro společnost přišla 4. září 1971, kdy jedno z jejích letadel nabouralo při přistávání v Juneau, přičemž se na palubě zabilo 111 lidí, což z havárie dělá největší leteckou katastrofu s jedním letadlem své doby.
Následkem finančních problémů společnosti se vedení rozhodlo propustit prezidenta a CEO společnosti Charlese Willise, kterého nahradil bývalý člen vedení aerolinky Ronald Cosgrave. Při jeho nástupu měla společnost dluhy dosahující 22 milionů dolarů, které se snažil snížit okamžitým šetřením. Společnost úplně zrušila nákladní přepravu, dále zrušila několik letů a propustila mnoho zaměstnanců. Cosgrave se také snažil napravit zeslabující vzhled, který vylepšil změnou loga na obrázek usmívajícího se eskymáka, který logo společnosti zdobí dodnes. Po těchto změnách se aerolince v roce 1973 konečně podařilo udělat profit, který ji od té doby vydržel dlouho.

### Poderegulační expanze (1978–1990)
Společnost byla jedním z pouze tří amerických dopravců podporujících Letecký deregulační zákon z roku 1978, jelikož věděla, že sklidí důležitý vzrůst a další výhody. Po schválení zákona se osamostatnila realitní společnost aerolinky, jejímž prezidentem se stal také Cosgrave, který nakonec přenechal vedení aerolinky Bruci Kennedymu, svému blízkému spolupracovníkovi. Cosgrave se ještě snažil koupit společnost Wien Air Alaska, což se mu ale nepovedlo a tak Alaska Airlines, stejně jako její vedoucí pracovníci, musela zaplatit pokutu.
V době deregulace aerolinka obsluhovala pouze deset aljašských měst a Seattle, ve své flotile pak měla pouze deset letadel. Ihned po schválení zákona se ale začala rozšiřovat, nejprve přidala Portland a San Francisco mezi své destinace. Krátce poté se vrátila na letiště v Nome a Kotzebue a také představila nové spojení do Palm Springs. V roce 1981 začala společnost létat také do Burbanku a Ontaria a v roce 1985 se na jejím jízdním řádu objevily také města Oakland, San Jose, Spokane, Boise, Phoenix a Tucson.
Deregulace každopádně přinesla také nové konkurenční společnosti. Kromě té tlačila na náklady, výdělky a platy také velká inflace, dále se také vyskytovaly spory s odbory mechaniků a letušek. V roce 1985 začali na tři měsíce stávkovat strojníci společnosti, které si dokázala aerolinka udobřit až v červnu téhož roku. V listopadu 1985 pak společnost představila novou nákladní službu zvanou Gold Streak, která převážela náklad z Aljašky a na Aljašku, a tak se stala velice oblíbenou.
V roce 1985 byla vytvořena také společnost Alaska Air Group, což je holdingová společnost aerolinky. V roce 1986 koupila nová společnost regionální aerolinku Horizon Air, která se přes Alaska Air Group stala partnerem společnosti. Ta v roce 1987 koupila společnost Jet America Airlines. V osmdesátých letech začala společnost také nakupovat letadla McDonnell Douglas MD-80, která měla za účel nahradit stárnoucí Boeingy 727. Se zakoupením Jet America Airlines začaly za společnost létat také McDonnell Douglasy MD-82 a v roce 1985 se společnost stala první, která kdy zakoupila letadla McDonnel Douglas MD-83.
Aerolinka musela čelit dalšímu problému v podobě špatně vyrovnaným sezonám. Na Aljašku cestující směřovali především v létě, a tak se společnost rozhodla zavézt lety do Mexika, které je především zimní destinací. V roce 1988 začala nové spoje do turistických destinací Mazatlán a Puerto Vallarta. Ke konci osmdesátých let už sedmdesát procent pasažérů společnosti cestovalo jižně od Seattlu a společnost létala hned do 30 měst v šesti státech mimo Aljašku. Společnosti se tedy podařilo využít Aljašky jako odrazového můstku do větších a více výdělečných trhů. Přitom také zůstala ohleduplná ke svým cestujícím, jelikož se soustředila na podávání kvalitnějšího jídla a poskytování více prostoru pro nohy než u ostatních aerolinek.

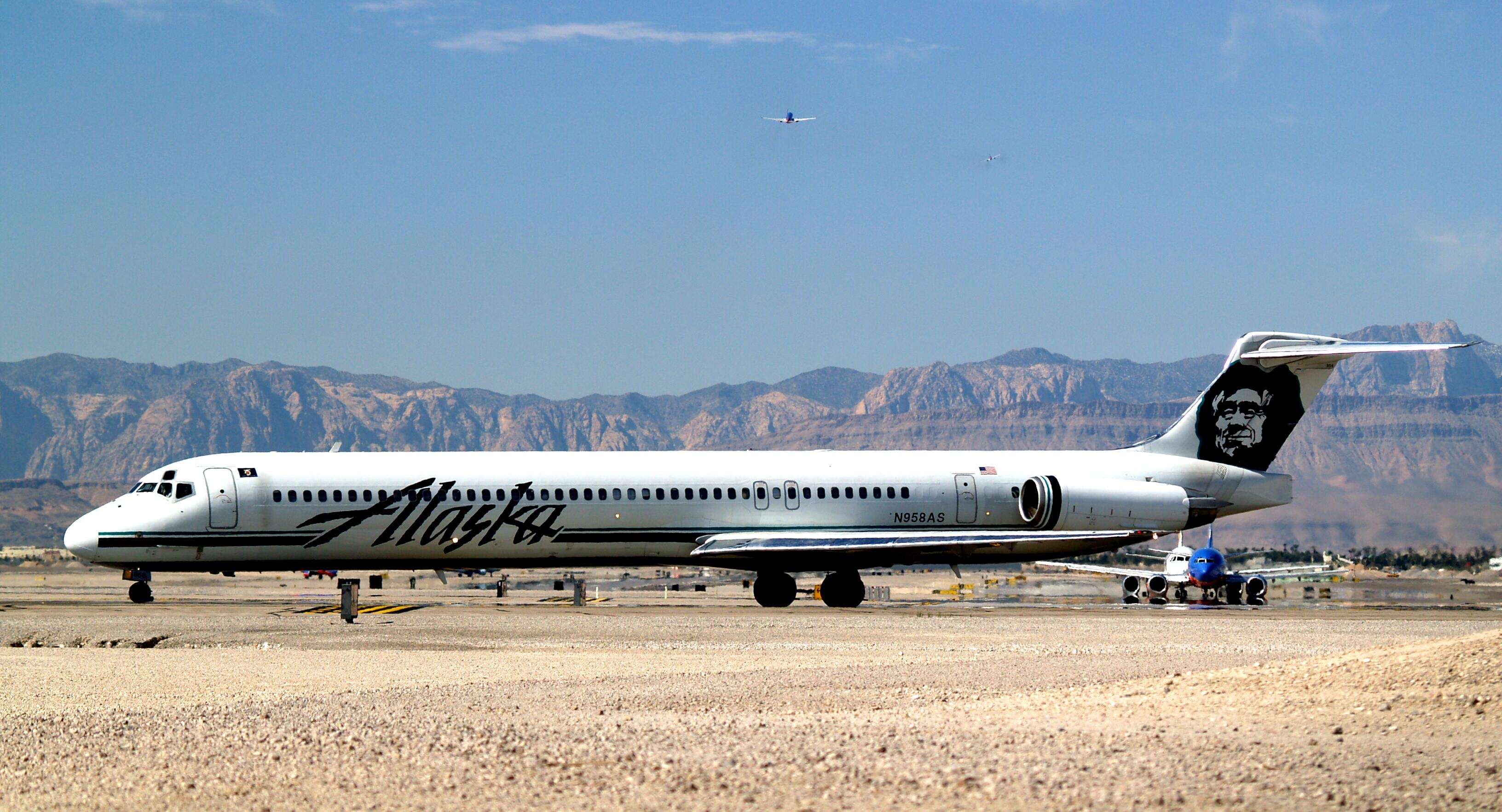
Společnost jako první používala letadla McDonnell Douglas MD-83.

### Nová konkurence a nové technologie (90. léta)
Devadesátá léta začala společnost s plány pronajmout si 24 kusů letadel Boeing 737-400 od Mezinárodní leasingové finanční korporace. Pronajatá letadla můžeme najít ve flotile společnosti dodnes.
V roce 1991 přidala aerolinka další spoje. Co se týče Ruského Dálného východu, začala létat do Magadanu a Chabarovsku, dále otevřela nový spoj do Toronta, který byl jejím prvním letem do Kanady a východně od Skalnatých hor. O rok později byl ale spoj do kanadské metropole zrušen.
Při devatenáctém výročí stálých profitů a sbírání různých ocenění pro osobní přepravu, se prezident Bruce Kennedy v roce 1991 rozhodl odejít do důchodu. V květnu téhož roku ho nahradil Raymond J. Vecci.
Novou konkurenci pro aerolinku představovaly nízkonákladoví přepravci. V roce 1984 začala svou činnost společnost MarkAir, se kterou měla Alaska Airlines nejprve dohodu, ale poté, co ji na podzim 1991 nechtěla koupit, MarkAir začala představovat přímou konkurenci. MarkAir nabízela levné lety mezi Anchorage a Seattlem, a také levné spoje v rámci státu Aljaška, odkud pocházela třetina všech zisků Alaska Airlines.
Konkurence s MarkAir opravdu zranila Alaska Airlines, která poprvé po dvaceti letech zaznamenala ztrátu, a to hned 121 milionů dolarů. Na ušetření peněz společnost zrušila plány na výstavbu dvou servisních zázemí a odložila koupi nových letadel za 2 miliardy dolarů. Přesto se aerolince podařilo více využít letadel, které již měla, a také snížit platy, což ale vytvořilo napjaté vztahy s odbory. Tato šetření ale přinesla okamžitý výsledek. V roce 1993 byla ztráta snížena na 45 milionů dolarů a v roce 1994 se společnost dostala zpět do zelených čísel, když vydělala hned 40 milionů dolarů. Hned osm procent z těchto výdělků zajistila rekordně vysoká nákladní přeprava.
V roce 1993 získala společnost další konkurenci, když se na severozápadní trh dostala nízkonákladová aerolinka Southwest Airlines koupí Morris Air. Každopádně se společnosti podařilo udržet nízké náklady a přitom také vysokou úroveň zákaznického obsloužení. Sama o sobě aerolinka hlásala, že je „poslední velkou aerolinkou“ a její slogan zněl „za stejnou cenu dostanete prostě více“, přestože analýza zněla, že společnost potřebovala šetřit ještě trochu více. Ve stejné době musela společnost čelit stávkám ze strany odborů letušek.
Společnost pokračovala s nakupováním letadel McDonnell Douglas MD-83, které využila nejen na svém rostoucím systému, ale také k nahrazení zastaralých Boeingů 727, které kompletně přestaly létat v barvách aerolinky v roce 1993. Počet letadel aerolinky patřících pod McDonnell Douglas MD-80 dosáhl svého vrcholu v roce 1996, kdy jich měla 45.
V roce 1995 byl z funkce prezidenta společnosti vyhozen Raymond Vecci, kterého nahradil bývalý CEO Horizon Air John Kelly. Po jeho nástupu došlo k rozšíření operací aerolinky po západním pobřeží Severní Ameriky, kde získala výhodu z dohody „otevřené oblohy“ mezi Kanadou a USA. Také přidala jeden nový let do Ruska.
V devadesátých letech společnost také vyzkoušela několik nových technologií. Už v roce 1989 uvedla jako první aerolinka nový naváděcí systém, který letadlům usnadnil let v mlze. V roce 1995 se stala první aerolinkou, která prodávala letenky na internetu. Také nainstalovala samoobslužné kiosky, které prodávaly letenky, čímž se mohli zákazníci vyhnout tradičním přepážkám. V roce 1999 zkoušela na letišti v Anchorage rentgenovou kontrolu zavazadel. V roce 2000 zařadila do výbavy letadel defibrilátory.
Aerolinka se později stala první, která spojila technologie GPS a Ground Proximity Warning System, což ji zajistilo 3D zobrazení terénu. Tento systém se dostal do provozu už v dubnu 1999, kdy ho měly všechny Boeingy 737-400 společnosti Alaska Airlines.
Na konci devadesátých let byly výdělky společnosti obrovské, takže mohla přidat nová zázemí na opravy letadel a výcvik personálu. Dále začala nakupovat letadla Boeing 737-700 a 737-900, patřící pod Boeing 737 Next Generation. V roce 1997 se tedy stala první společností, která zakoupila letadla Boeing 737-900.

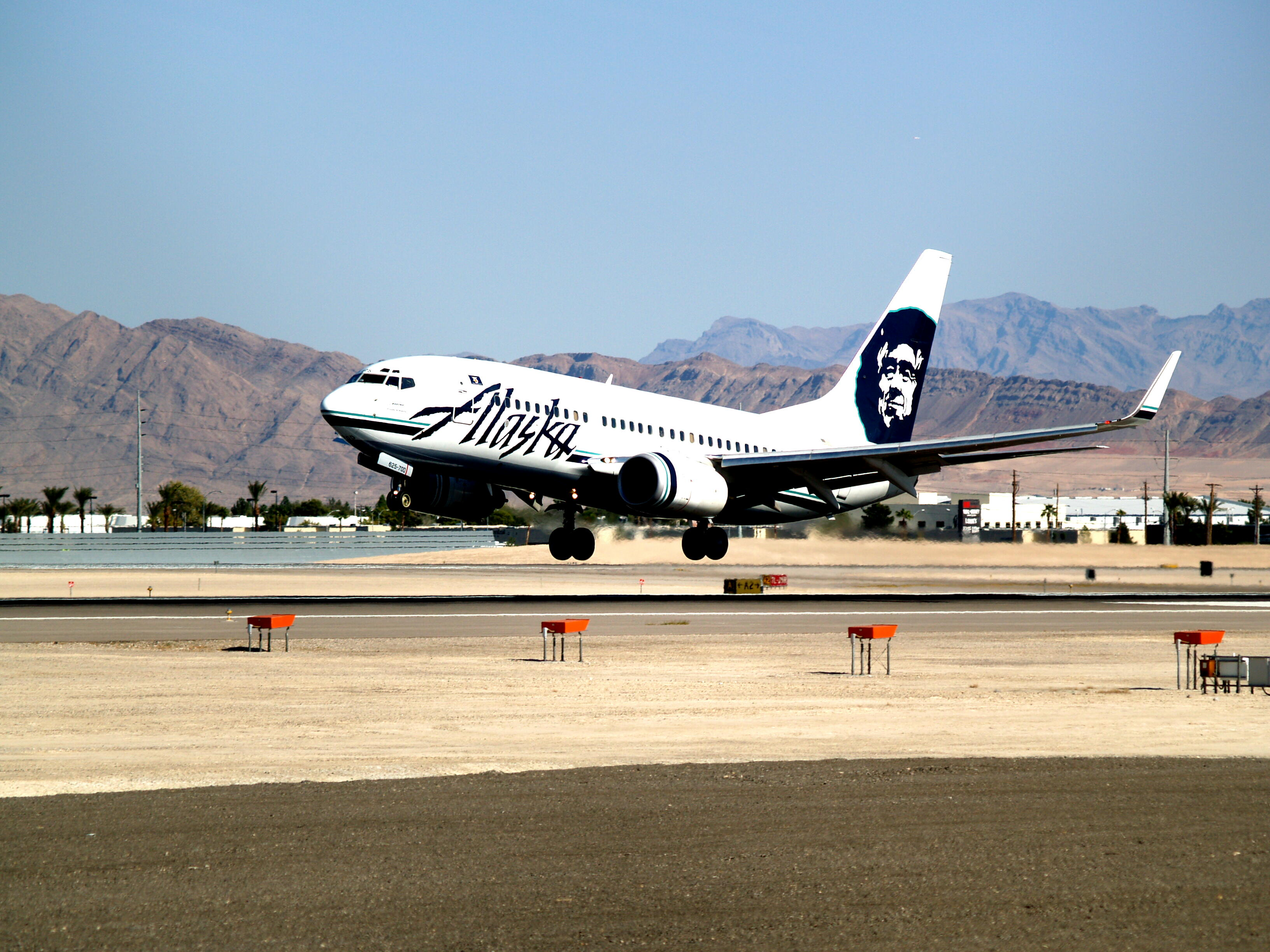
Na přelomu tisíciletí začala společnost provozovat letadla Boeing 737-900.

### Nové lety napříč Spojenými státy (2000–2009)
V květnu 2001 společnost obdržela první kusy letadla Boeing 737-900, kterých má nyní hned dvanáct. Od roku 1999, kdy začínala obdržovat také letadla Boeing 737-700, začala aerolinka spouštět více dlouhých letů. V roce 2000 začala létat mezi Anchorage a Chicagem. V roce 2001 dostala společnost výjimečné povolení letů mezi Seattlem a Reaganovým letištěm ve Washingtonu, D. C., ale o týden později o něj hned přišla kvůli událostem 11. září. Aerolinka tedy přemístila cíl letu ze Seattlu na Dullesovo mezinárodní letiště, které si mezi destinacemi ponechala i přesto, že v prosinci 2001 začala zase létat na Reaganovo národní letiště. V roce 2004 začala aerolinka non-stop let mezi Reaganovým letištěm a Los Angeles.
V roce 2002 přišly nové dlouhé lety ze Seattlu, a to do Orlanda, Miami a Newarku. V roce 2003 začaly také lety do Bostonu a Dallasu. V roce 2005 se aerolinka kvůli obrovské výkonnosti nových Boeingů a zvyšujícím se nákladům na údržbu, palivo a výcvik zaměstnanců rozhodla vyřadit z flotily zbývajících 26 letadel spadající pod McDonnell Douglas MD-80, jejichž piloty přeškolila na nově objednané Boeingy 737-800, které patří pod Boeing 737 Next Generation. Podle aerolinky staré McDonnell Douglasy spalovaly až 4 500 litrů za hodinu, zatímco nové Boeingy o tisíc litrů méně. Poslední dva McDonnell Douglasy společnosti Alaska Airlines letěly 25. srpna 2008 ze San Jose do Seattlu, resp. ze Sacramenta do Seattlu. Po vyřazení těchto letadel představila aerolinka Boeing 737-800 v barvách společnosti Boeing s logem aerolinky na zadním křídle. Letadlo dostalo název Spirit of Seattle (Duch Seattlu) a je důkazem oddanosti aerolinky Boeingu.
Na konci roku 2007 poprvé zamířila letadla společnosti na Havaj, kam začala létat pouze sezónně, a to ze Seattlu nebo z Anchorage do Honolulu. V dalších letech společnost rozšířila svou obslužnost také na havajská města Lihue a Kahului a do havajské oblasti Kona, kam létala z Portlandu, Sacramenta, Oaklandu a dokonce i z Bellinghamu.
V roce 2008 začala aerolinka létat ze Seattlu do Minneapolisu/St. Paulu a o rok později také do Austinu, Houstonu a Atlanty. V roce 2009 také oznámila, že v březnu 2010 zahájí lety mezi San Jose a Kahului a oblastí Kona na Havaji. V březnu 2010 kromě slíbených spojů přidala také let mezi Sacramentem a Kahului. Tyto nové lety jsou v dnešní letecké dopravě raritou, jelikož žádné z těchto měst není ani domovským, ani zaměřeným městem aerolinky, zatímco drtivá většina ostatních dopravců používá hub and spoke system, který soustředí lety na domovská a zaměřená města.

### Desátá léta 21. století
V červnu 2010 aerolinka oznámila, že zahájí nové lety mezi Seattlem a St. Louis, které spustila v září 2010. V lednu 2011 společnost objednala patnáct kusů letadla Boeing 737 za celkových 1,3 miliardy dolarů. Objednávka se skládá ze dvou Boeingů 737-800 a ze třinácti Boeingů 737-900ER, které budou nové do flotily společnosti, která je bude využívat na dlouhých letech.
Boeing 737-900ER je specializovaný na transkontinentální lety, takže aerolinka bude moci přepravovat mezi Seattlem a např. Orlandem více pasažérů. Podle prezidenta společnosti Brada Tildena může přidat do každého letu 21 až 27 sedadel. Letadla mají být doručena mezi lety 2012 a 2014.
V roce 2010 se společnosti podařilo zaznamenat rekordní výdělky, rekordní byla sama o sobě i čtvrtá čtvrtina roku 2010. Profit se zvedl ze 121,6 milionu dolarů na 251,1 milionu dolarů, z čehož poslední čtvrtina roku se zvedla z 24,1 milionu dolarů na 64,8 milionu dolarů.
Společnost nadále pokračuje v průkopnictví nových technologií. Spolupracuje s Boeingem a s Fujitsu na nové technologii, která zrychlí preventivní kontroly letadel. Mechanici budou mít v ruce pouze ruční čtečku, kterou namíří na RFID čipy přidělané k jednotlivým částem letadel, které jim ukáží, kdy byla část naposledy vyměněna. Nová technologie povolí mechanikům provádět inspekce letadel rychleji než dodnes. Program technologie by měl být spuštěn v roce 2012. Aerolinka také dává pilotům iPady, které nahrazují 12 kilogramů tištěných manuálů, které jsou piloti dnes povinni nosit s sebou na pracoviště. V polovině června 2011 už by měli všichni piloti mít svůj iPad. Aerolinka také plánuje nahradit tištěné letecké mapy, jejichž elektronickou verzi později přidá do iPadů.
V roce 2011 byla společnost pochválena za vyplácení nižších daní, když v červenci 2011 vypršela letecká spotřební daň, zatímco ostatní aerolinky chtěly platit stejnou částku. Společnosti to pomohlo ke snížení cen letenek.

## Vnitřní záležitosti

### Zaměstnanci
K červnu 2011 pracuje pro společnost 9 617 zaměstnanců, z čehož je 1 300 pilotů, kteří patří pod Mezinárodní asociaci aerolinkových pilotů.

### Nadace Alaska Airlines
Nadace společnosti má své sídlo na letišti v Anchorage a poskytuje příspěvky neziskovým organizacím, které jsou označeny jako charity, ve státech Aljaška a Washington.

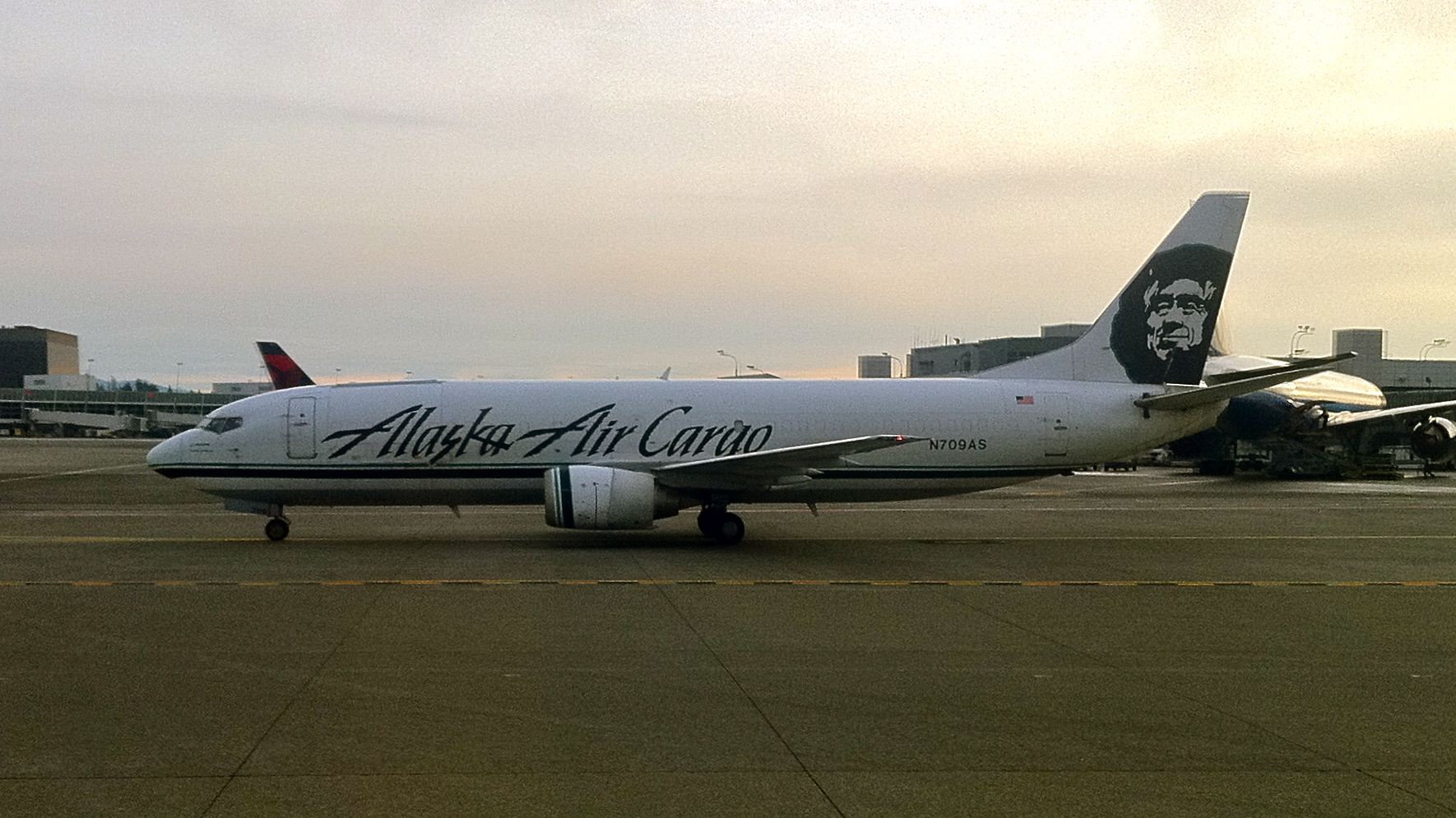
Nákladní Boeing 737-490 společnosti Alaska Air Cargo.

### Alaska Air Cargo
Alaska Air Cargo je regionální nákladní přepravce patřící pod Alaska Airlines. Do její flotily patří kromě normálních Boeingů také jeden vyloženě nákladní Boeing a pět kombi Boeingů. Operace divize se soustředí na severozápad USA.

## Destinace
- Hlavní článek: Seznam destinací společnosti Alaska Airlines

Systém aerolinky pokrývá více než 92 měst ve Spojených státech, Kanadě a Mexiku. Mezi destinace na Aljašce patří Anchorage, Adak, Cordova, Juneau, Kodiak, Kotzebue, King Salmon, Nome, Prudhoe Bay a Sitka, z nichž některá jsou nepřístupná po pevnině. V osmdesátých letech aerolinka spravovala unikátní střídání letadel a personálu do Texasu s Braniff International Airways, kterou po rozpadu v roce 1982 vystřídala společnost American Airlines. Po rozpadu Sovětského svazu v roce 1991 začala aerolinka létat na Ruský Dálný východ, kde používala letadel McDonnell Douglas MD-80, ale v roce 1998 spoje zrušila kvůli ruské finanční krizi.
Společnost byla vždy jedním z největších leteckých dopravců na západním pobřeží Spojených států, kde měla silný vliv na Seattle, Portland, San Francisco a Los Angeles. Velice silná byla vždy také ve spojování Aljašky s pevninskými státy. V roce 1999 získala společnost první letadla Boeing 737 Next Generation, takže začala provozovat více dlouhých leteckých spojení. V roce 2000 spojila Anchorage a Chicago a o rok později dostala povolení létat ze Seattlu na Reaganovo národní letiště ve Washingtonu, které bylo mírně zkomplikováno kvůli útokům z 11. září 2001. V roce 2004 nicméně přidala další let ze Seattlu na Reaganovo letiště a také spojení mezi Los Angeles a Reaganovým letištěm.
V roce 2002 byly přidány dlouhé lety do Orlanda, Miami, Newarku a o rok později do Bostonu a Dallasu. V říjnu 2007 se aerolince podařilo spojit Seattle s havajskými městy Honolulu, Lihue, Kahului a s havajskou oblastí Kona. Do Honolulu a Lihue začala společnost létat také z Anchorage, a některá havajská města spojila také s Portlandem a Oaklandem. V roce 2008 spustila společnost nový let mezi Seattlem a Minneapolisem/St. Paulem, o rok později začala ze Seattlu létat do Austinu, Houstonu a Atlanty. V roce 2009 také spojila Kahului s Oaklandem, San Jose a Sacramentem a oblast Kona s Oaklandem a San Jose. Tato spojení jsou v dnešní letecké dopravě raritou, jelikož žádné z těchto měst není ani domovským, ani zaměřeným městem aerolinky, zatímco drtivá většina ostatních dopravců používá hub and spoke system, který soustředí lety na domovská a zaměřená města. V roce 2010 začala aerolinka létat také ze Seattlu na Lambertovo mezinárodní letiště v St. Louis.
Společnost má také svou regionální dceřinou společnost, Horizon Air, se kterou sdílí mnoho letů a patří pod holdingovou Alaska Air Group. Aerolinka nepatří do žádné z hlavních leteckých aliancí, ale spolupracuje s důležitými členy aliance oneworld, s American Airlines, British Airways, Cathay Pacific, Qantas a LAN Airlines. Mezi další partnery patří členové SkyTeamu Delta Air Lines, Korean Air, KLM a Air France. Dalším partnerem byla společnost Continental Airlines, ale partnerství padlo s jejím odchodem ze SkyTeamu do Star Alliance v říjnu 2009.
V únoru 2011 společnost oznámila podepsání smlouvy, pod kterou bude společnost SkyWest Airlines provozovat šest letů Alaska Airlines na západním pobřeží USA od května 2011. SkyWest létá s letadly Bombardier CRJ700, které nakoupila od Horizon Air. Celá smlouva znamená, že SkyWest vlastní a provozuje letadla, zatímco Alaska je zodpovědná za marketing letů a prodej letenek. SkyWest využívá letadel Bombardier CRJ700, jelikož by nebylo rozumné použít ani letadla Boeing 737, ani Bombardier Dash 8.

### Sdílení kódů
Kromě výše zvýšených aerolinek Alaska sdílí kódy také s aerolinkami Air Pacific, Era Alaska, Garuda Indonesia, Icelandair, Kenmore Air a PenAir.

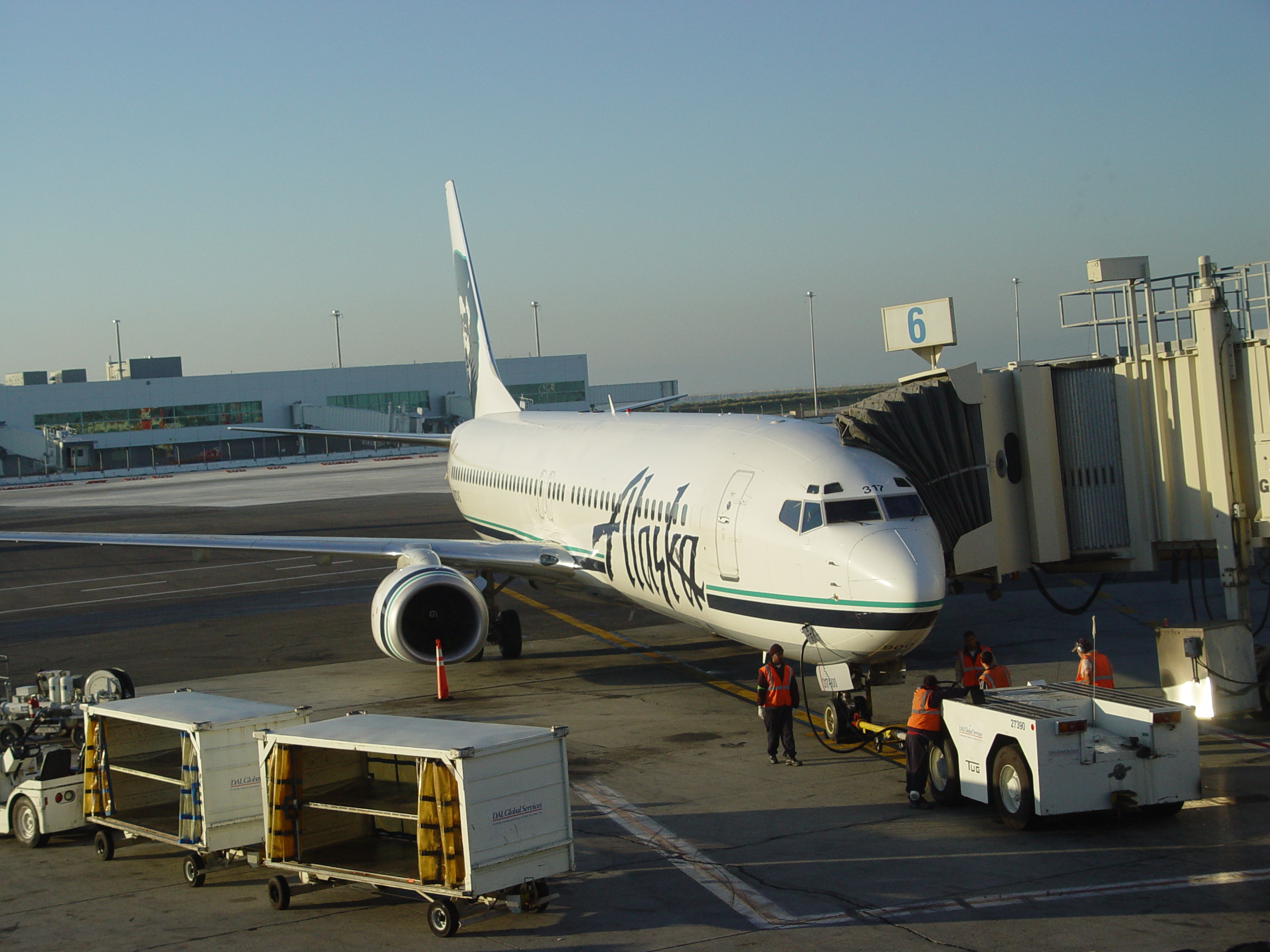
Boeing 737-900 v Oaklandu.

## Flotila

### Současná flotila
Společnost byla první, která nakoupila letadla Boeing 737-900 a nyní jich má ve flotile dvanáct. V lednu 2011 si objednala 13 kusů letadel Boeing 737-900ER, která budou doručena mezi lety 2012 a 2014. Značka ER označuje, že letadla mohou létat větší vzdálenosti.

Téměř všechna letadla společnosti nabízí přístup k Wi-Fi na palubě za letu, které poskytuje společnost Aircell Gogo. Všechna letadla bez Wi-Fi patří pod Boeing 737 Classic.

### Historie flotily
| Model                                | Zahájení | Vyřazení | Poznámky                                                                                  |
| ------------------------------------ | -------- | -------- | ----------------------------------------------------------------------------------------- |
| dvouplošníky Stinson                 | 1932     | 19??     | McGee Airways provozovaly různé modely od společnosti Stinson                             |
| Lockheed L-18 Lodestar               | 1943     | 19??     | První letadlo společnosti s dvěma motory                                                  |
| Douglas DC-3                         | 1945     | 1953     | Zakoupeno od Letectva armády Spojených států amerických po 2. sv. válce                   |
| Douglas DC-4                         | 1946     | 1963     | Zakoupeno od Letectva armády Spojených států amerických po 2. sv. válce                   |
| Curtiss C-46 Commando                | 1948     | 1961     | Zakoupeno od Letectva armády Spojených států amerických po 2. sv. válce                   |
| Douglas DC-6B                        | 1961     | 1963     |                                                                                           |
| Convair 880                          | 1961     | 1966     | První tryskové letadlo společnosti; nahrazen Boeingem 727-100                             |
| Convair 340                          | 1962     | 1965     |                                                                                           |
| Lockheed L-1649A                     | 1962     | 1968     | používán v operacích Vojenské letecké dopravní služby                                     |
| Lockheed L-1049H                     | 1964     | 1967     |                                                                                           |
| Lockheed L-100 Hercules              | 1965     | 1971     |                                                                                           |
| Boeing 727-100                       | 1966     | 1985     | Nahrazen letadlem McDonnell Douglas MD-83                                                 |
| Convair 990 Coronado                 | 1967     | 1968     |                                                                                           |
| Convair 240                          | 1968     | 1969     | Získán s koupí Alaska Coastal Airlines and Cordova Airlines; nahrazen letadlem Twin Otter |
| Grumman G-21 Goose                   | 1968     | 1972     | Získán s koupí Alaska Coastal Airlines                                                    |
| de Havilland Canada DHC-6 Twin Otter | 1969     | 1976     |                                                                                           |
| Boeing 720                           | 1972     | 1975     | Bývalá letadla společnosti United Airlines                                                |
| Boeing 727-200                       | 1978     | 1993     | Nahrazen letadlem McDonnell Douglas MD-83                                                 |
| Boeing 737-200 Quick Change          | 1985     | 2007     | Nahrazen letadly Boeing 737-400F a Boeing 737-400C                                        |
| McDonnell Douglas MD-82              | 1987     | 2006     | Získán s koupí Jet America Airlines; nahrazen letadlem Boeing 737-800                     |
| McDonnell Douglas MD-83              | 1985     | 2008     | První aerolinka, která model zakoupila; nahrazen letadlem Boeing 737-800                  |

Společnost využívá letadel od společnosti Boeing již od šedesátých let minulého století. Kromě nynějších letadel Boeing 737 dříve využívala také letadel Boeing 727, a to ve velké míře v sedmdesátých letech při budování Aljašského ropovodu, když letadla převážela na krutý sever jak pasažéry, tak různá nářadí a ostatní potřeby ke stavbě. V roce 1993 aerolinka vyřadila z provozu poslední Boeing 727.
V osmdesátých letech do flotily společnosti pronikly modely McDonnell Douglas MD-80, jejichž varianta MD-82 se tam nejprve dostala s koupí Jet America Airlines v roce 1987. V roce 1985 se ale aerolinka stala prvním zákazníkem, který objednal variantu MD-83, která byla doručována postupně i v devadesátých letech. Účelem modelu bylo nahradit stárnoucí a palivově neefektivní Boeing 727 a také splnit požadavky rostoucího systému. V roce 1996 dosáhl počet těchto letadel ve flotile svého vrcholu, který čítal 45 kusů. V roce 2005 se společnost rozhodla vyřadit tato letadla ze své flotily z důvodů větší účinnosti letadel Boeing 737 Next Generation a zvyšujícím se nákladům na údržbu, palivo a výcvik posádky. Piloty, kteří řídili vyřazená letadla přecvičila na nové Boeingy. Poslední dva McDonnell Douglasy společnosti Alaska Airlines letěly 25. srpna 2008 ze San Jose do Seattlu, resp. ze Sacramenta do Seattlu.
Společnost také využívá osmi letadel Boeing 737-200 Combi/QC, které dokáží uspokojit unikátní potřeby létání ve státě Aljaška. Tato letadla jsou ceněna pro svou schopnost rychlé rekonfigurace na jakýkoli druh nákladu nebo počet pasažérů, na což také poukazuje zkratka QC, znamenající Quick Change, tedy rychlá změna. V nákladní konfiguraci má letadlo kapacitu šesti kontejnerů, kterým se přezdívá také igloo. Další konfigurace mění kapacitu na 26 pasažérů a pět nákladních palet, osobní konfigurace má kapacitu 111 pasažérů. Další možnost letadla bylo přistát na letištích se štěrkovou ranvejí, jako např. letiště u zinkového a olovného dolu Red Dog. Náklady na údržbu a vysoká spotřeba paliva nakonec společnost přinutila vyřadit letadla mezi lety 2005 a 2007 a nahradit je podobnými letadly Boeing 737-400 Combi, kterých objednala hned šest, z nichž pět může přepravovat jak pasažéry, tak náklad, jedno je vyhrazeno pouze pro účely nákladní dopravy. Dříve zmíněných pět letadel má stálou kapacitu 72 cestujících. Vyřazená letadla jsou nyní vystavena v Aljašském muzeu leteckého dědictví.

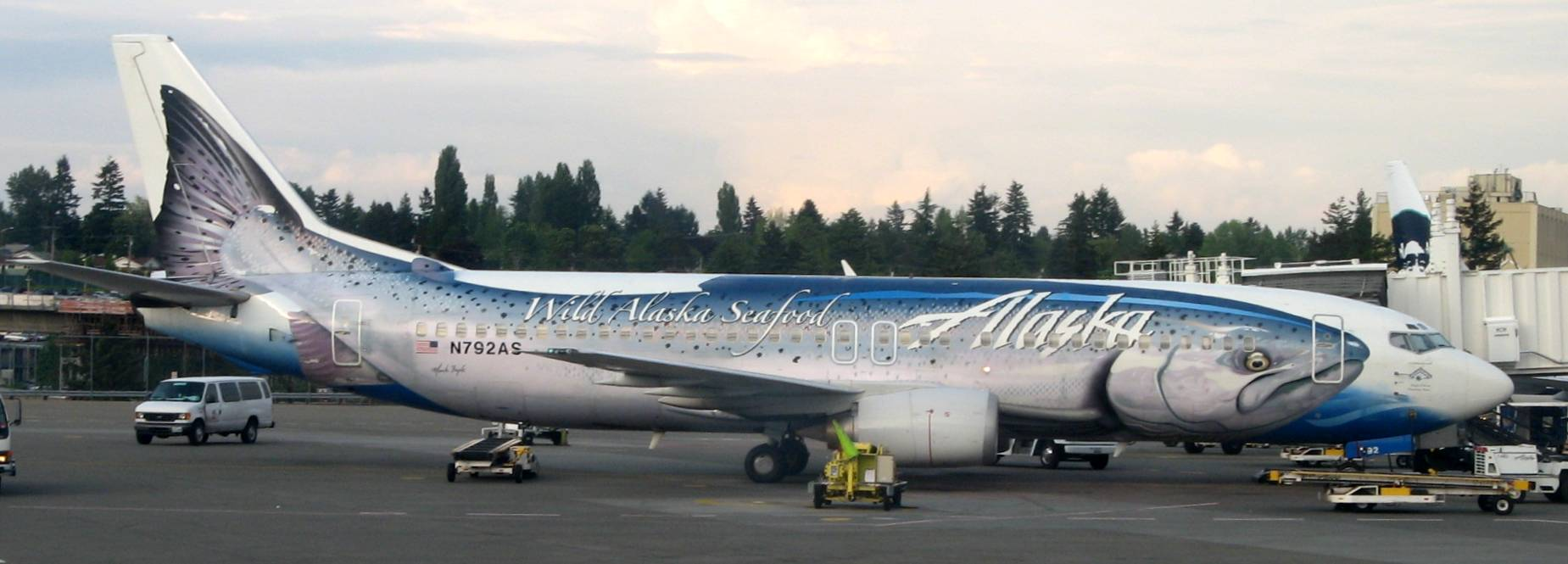
Boeing 737-400, který vypadá jako obří losos, v Anchorage.

### Barvy
Na počátku existence společnosti měla její letadla na zadním křídle zlatým písmem napsáno „Alaska“, ale na přelomu sedmdesátých a osmdesátých let byl nápis nahrazen obrázkem usmívajícího se eskymáka, který tam zůstává dodnes. Existují vtipy, které o eskymákovi s typickým kožešinovým kabátcem prohlašují, že se podobá aljašskému senátorovi Chesteru Seveckovi. V roce 1988 si společnost najala designérskou firmu, kterou pověřila úkolem vymyslet nové logo, ve kterém by měla být hora. Eskymácké logo chtěla společnost vyřadit kvůli zmatkům na trhu v jihozápadních státech USA, ale nakonec od projektu upustila, jelikož se nápad nelíbil mnoha obyvatelům Aljašky.
Dnes je většina letadel bílá s modrým a modrozeleným pruhem, které běží po obou stranách trupu letadla. Na každé straně letadla je nápis „Alaska“ a na zadním křídle se nachází obrázek eskymáka. Několik letadel společnosti ovšem má speciální barvy:
- Dvě letadla Boeing 737-400 mají barvy Disney a jsou reklamou na Disneyland v kalifornském Anaheimu:
  - Kouzlo Disneylandu je letadlo s vílou Zvonilkou a bylo věnováno padesátému výročí Disneylandu.
  - Duch nadace Make-A-Wish je letadlo s postavou z animovaného filmu Aladdin, které bylo společně s nadací Make-A-Wish vybarveno jako reklama na Rok milionu snů v Disneylandu. Registrační číslo letadla je N706AS.
- Jedno letadlo Boeing 737-400 je nabarveno, aby vypadalo jako obří losos. Registrační číslo letadla je N792AS.
- Jedno letadlo Boeing 737-400 bylo přeměněno na nákladní a má nápisy „Alaska Air Cargo“.
- Jedno letadlo Boeing 737-800 má opačné barvy než obvyklá letadla a na stranách nápis „alaskaair.com“. Registrační číslo letadla je N548AS.
- Jedno letadlo Boeing 737-800 má malý nápis „Starliner 75“ a bylo nabarveno do originálních barev aerolinky, čímž oslavuje její 75. výročí. Letadlo dále má číslo „75“ na zadním křídle a nápis „Boeing“ ze stejné doby pod okny pilotní kabiny. Registrační číslo letadla je N569AS.
- Duch Seattlu je Boeing 737-800, který je nabarven barvami dvou společností - trup je v barvách Boeingu, zatímco na horní části se nachází nápis „Alaska“ a na zadním křídle je obrázek eskymáka. Letadlo vyjadřuje oddanost společnosti letadlům od Boeingu a spojení obou společností s oblastí Seattlu, kde Boeing vznikl a stále má svou dokončovací továrnu. Registrační číslo letadla je N512AS.
- Devatenáct letadel Boeing 737-800 obsahuje eskymáka s typickým havajským věncem, který označuje letadla s povolením létat na Havaj.
- Jedno letadlo Boeing 737-400 má na sobě nakresleného mašéra, který má ve spřežení za sáňky na jedné straně medvěda, loď a psa, a na druhé straně velrybu, kánoi plnou původních obyvatel a opět psa. Nad obrázkem se nachází nápis „We are pulling together“ (táhneme společně), který oslavuje padesáté výročí vzniku státu Aljaška. Unikátní design navrhla šestnáctiletá studentka Hannah Hamberg ze Sitky. Letadlu se také říká Duch aljašské státnosti a jeho registrační číslo je N705AS.
- Jedno letadlo Boeing 737-800 má na sobě obrázek rychlobruslaře Apolla Ohna, který vyzývá k podpoře sportovce na Zimních olympijských hrách ve Vancouveru 2010.
- Jedno letadlo Boeing 737-900 má název Duch Disneylandu a je na něm nakreslen Mickey Mouse a další známé postavičky od Disneyho. Letadlo nahradilo Kouzlo Disneylandu, které bylo vyřazeno z provozu v listopadu 2009. Registrační číslo letadla je N318AS.

## Služby

### Jídlo na palubě
Pasažéři první třídy dostávají na palubě bezplatné jídlo a občerstvení. V roce 2006 začala aerolinka na letech delších než tři hodiny podávat také placené pokrmy, které jsou částí programu zvaného Northern Bites. V ekonomické třídě pak na všech letech prodává různé piknikové balíčky.

### Zábava na palubě
Světová asociace letecké zábavy pokládá aerolinku za jako historicky první, která poskytovala zábavu na palubě, když v roce říjnu 2003 začala poskytovat přenosné hard-diskové přehrávače AVOD, které obsahují širokou škálu filmů a televizních a hudebních programů. Přehrávač má jméno digEplayer a vymyslel ho nosič zavazadel pracující pro Alaska Airlines, Bill Boyer, Jr.
V březnu 2004 aerolinka dostala ocenění IFE pro leteckou službu roku a digEplayer získal ocenění IFE pro výrobek roku. Na většině letů jsou přehrávače dostupné za poplatek, ale v první třídě jsou většinou zdarma.

### Internet na palubě
V roce 2009 začala aerolinka na palubách svých letadel zkoušet širokopásmový bezdrátový přístup k internetu. V dubnu dalšího roku se rozhodla nabízet svým klientům služeb Aircell Gogo, na zemi umístěnou internetovou službu, a to na všech letadlech, poté co ji prozkouší na letadlech Boeing 737-800. Aerolinka přitom také testovala satelitovou službu Row44. Společnost spustila Aircell Gogo nejprve na letech mezi Fairbanks a Anchorage. Nyní už nabízí přístup k internetu na všech letadlech Boeing 737-800 a 737-900 a ke konci roku 2010 plánovala rozšířit tuto službu na všechna svá letadla. Služba je placená pro všechny pasažéry a její cena závisí na délce letu.

### Hala
Alaska Air Group má na pěti letištích své haly zvané Board Room, a to v Anchorage, Los Angeles, Portlandu, San Franciscu a Seattlu. Členové Board Roomu mají také přístup do Sky Clubů společnosti Delta Air Lines, jejichž členové mají na oplátku přístup do Board Roomů. Členství na jeden den stojí 45 dolarů, za tříleté členství se pak platí 875 dolarů. MVP členové pak mají padesát procent slevu na zápisné a MVP Gold členové zápisné vůbec neplatí.

## Mileage Plan
Mileage Plan je program výhod pro časté cestující, kterého využívají aerolinky patřící pod Alaska Air Group. Mezi partnery patří American Airlines, British Airways, Cathay Pacific, LAN Airlines a Qantas z aliance oneworld, Air France a Delta Air Lines ze SkyTeamu a nezávislé aerolinky Air Pacific, Era Aviation, Frontier Alaska, Icelandair, Kenmore Air, Mokulele Airlines a PenAir.
Mileage Plan nemá žádné placené členství a nalétané míle z konta neubývají. Když ale člen Mileage Planu v prvních devíti měsících členství nepoletí se společností, nebo když jakýkoli člen za dva roky ani jednou nepoletí se společností, tak má aerolinka právo na zrušení účtu a vymazání nalétaných mílí. Zrušené účty mohou být do dvanácti měsíců obnoveny za 75 dolarů.
Zkušenější cestovatelé patřící do Mileage Planu jsou na vyšších úrovních zvaných MVP, MVP Gold a MVP Gold 75K, a mají různé další výhody, jako přednostní nástup nebo přístup do hal Board Room. Zlatí a platinoví členové Delta SkyMiles a MVP členové Mileage Planu mají oboustranné právo na přednostní odbavení a nástup a výhodu výběru sedadla.
- MVP úrovně člen dosáhne poté, co nalétá 32 tisíc kilometrů na palubách Alaska Airlines nebo Horizon Air, 40 tisíc kilometrů v letadlech Alaska Airlines, Horizon Air, American Airlines, Delta Air Lines, KLM, Air France nebo LAN Airlines, nebo 30 jednosměrných letů jako člen Mileage Planu. Členové dostávají padesát procent z každé další nalétané míle navíc, prioritní odbavení do první třídy, přednostní usazení na palubách Alaska Airlines a Horizon Air a 50% slevu na členství v Board Roomu. Členové, kteří si rezervovali místo v ekonomické třídě se mohou kdykoli přemístit do první třídy, nejpozději ale 48 hodin před odletem.

- Úrovně MVP Gold členové dosahují po nalétání 64 tisíc kilometrů na palubách Alaska Airlines nebo Horizon Air, 80 tisíc kilometrů v letadlech Alaska Airlines, Horizon Air, American Airlines, Delta Air Lines, KLM, Air France nebo LAN Airlines, nebo 60 jednosměrných letů jako člen Mileage Planu. Členové dostávají z každé nalétané míle její dvojnásobek, prioritní odbavení do první třídy, přednostní usazení na palubách Alaska Airlines a Horizon Air a možnost přesazení do první třídy z jakékoli jiné alespoň 72 hodin před odletem. Pokud člen úrovně MVP Gold letí s někým jiným, pak oba dostávají další výhody.

- Úrovně MVP Gold 75K členové dosahují po nalétání 121 tisíc kilometrů na palubách Alaska Airlines nebo Horizon Air, 140 tisíc kilometrů v letadlech Alaska Airlines, Horizon Air, American Airlines, Delta Air Lines, KLM, Air France nebo LAN Airlines, nebo 90 jednosměrných letů jako člen Mileage Planu. Mezi jejich výhody patří zařazení na horní konec pořadníku při změně z jakékoli třídy na první pět dní před odletem, možnost nominovat přítele nebo člena rodiny do MVP úrovní, 50 tisíc bonusových mílí, přednostní péči, digEplayer zdarma, zlevněné členství Board Roomu, zdvojnásobení každé nově nalétané míle, prioritní odbavení do první třídy a prioritní usazení v letadlech Alaska Airlines a Horizon Air. Pokud člen úrovně MVP Gold 75K letí s někým jiným, pak oba dostávají další výhody.

## Ocenění a uznání
Společnost v posledních deseti letech dostala mnoho ocenění za širokou škálu věcí, jako např. největší uspokojení zákazníků, nejlepší údržba nebo za zkoušení průkopnických technologií. Několik ocenění se společnosti dokonce podařilo získat v několika letech v řadě.
- Několikrát byla společnost uznána za mimořádnou obslužnost. Magazín Condé Nast Traveler ji označil za nejlepšího domácího dopravce na ocenění obchodní dopravy v roce 2005. V letech 2007 a 2008 ji různé cestovní kanceláře ze západu USA zvolily nejlepší domácí aerolinkou. V roce 2011 ji společnost J. D. Power and Associates již počtvrté v řadě umístila na první místo ve spokojenosti cestujících mezi tradičními severoamerickými aerolinkami.

- Aerolinka také získala několik různých ocenění Freddie Awards, která jsou považována za nejprestižnější spotřebitelská ocenění v leteckém průmyslu. Mezi lety 2002 a 2004 a v letech 2007 a 2008 získala ocenění pro nejlepší program pro časté cestující roku, nejlepší vyšší úrovně programu pro časté cestující roku v letech 2005 a 2008, nejlepší webová stránka programu pro časté cestující roku v letech 2001, 2002, 2004, 2006, 2007 a 2008 a pro nejlepší členské komunikace v programu pro časté cestující roku v letech 2001, 2008 a mezi lety 2003 a 2006.

- Společnost získala několik ocenění pro zkoušení nových technologií. V březnu 2004 aerolinka dostala ocenění IFE pro leteckou službu roku a digEplayer získal ocenění IFE pro výrobek roku. V roce 2005 umístil magazín Reader's Digest její internetové odbavení do každoročního seznamu sta nejlepších lidí, míst a inovací Ameriky. V roce 2011 dostala společnost již podruhé ocenění za vedoucí postavení v leteckých technologií od časopisu Air Transport World.

- V roce 2010 společnost získala od webové stránky Flightstats.com ocenění za včasnost letů, kterou má nejlepší ze všech severoamerických aerolinek. Zatímco průměrná včasnost letů je 79 procent, aerolinka ji udržela na 87 procentech.

- V roce 2011 dostala společnost již pojedenácté v řadě Diamantovou cenu od Federálního leteckého úřadu. Aerolinka ji dostala od úřadu za výjimečnou kvalitu údržby letadel a výcvik personálu. Úřad cenu uznává za nejvyšší ocenění za údržbu.

- V roce 2010 dostala společnost od společnosti Smarter Travel ocenění pro nejlepší aerolinku z hlediska domácích mazlíčků. V roce 2009 na palubách Alaska Airlines nezemřel žádný domácí mazlíček a navíc má aerolinka nejmenší poplatky za domácí mazlíčky.

- V letech 2009 a 2010 byla kreditní karta Alaska Airlines Visa Signature jmenována nejspolehlivější kreditní kartou v Severní Americe.

- V roce 2009 umístil časopis Seattle Business Magazine aerolinku na sedmém místě mezi stem nejlepších společností, pro které pracovat. V seznamu byla jedinou aerolinkou a o rok později získala podobné ocenění od organizace Human Rights Campaign za zacházení s LGBT zaměstnanci, podnikateli a zákazníky.

## Nehody
- 30. listopadu 1947 - Douglas DC-4, let 009 z Anchorage přes Yakutat a Port Hardy do Seattlu narazil při pokusu o ILS přistání na letišti Seattle-Tacoma International Airport. Letadlo sjelo z ranveje, sjelo po náspu a pokračovalo na křižovatku Des Moines Highway a South 188th Street, kde porazilo automobil, začalo hořet a rozlilo kolem sebe mnoho paliva. Z 28 lidí na palubě jich osm zemřelo, nepřežil ani řidič poraženého auta. Nehoda byla připsána chybě pilota.

- 20. ledna 1949 - Douglas DC-3, let 8 z Homeru do Kenai na Aljašce narazil do boku hory, která se nachází 14 kilometrů východně od plánované cesty. Z šesti pasažérů pět zemřelo. Nehoda byla připsána pilotovi, který neoprávněně sjel z letecké cesty.

- 8. srpna 1954 - Douglas DC-3, let mezi McGrathem a Colorado Creekem na Aljašce narazil do boku hory 40 kilometrů severozápadně od McGrathu. Oba členové posádky zemřeli.

- 27. srpna 1954 - letadlo společnosti Alaska Airlines nabouralo při vzletu na letišti v Seldovii, kde tak zemřel pilot a tři cestující. Dva lidé nehodu přežili. Na Aljašce byla nehoda už sedmou smrtelnou v pořadí od zmizení korejského letadla směřujícího do Tokia, které mělo 38 lidí na palubě a zmizelo 21. července 1954.

- 2. března 1957 - Douglas C-54 Skymaster, let 100 ze Seattlu do Fairbanks a zpět narazil do hory 6 kilometrů od obce Blyn v Olympijském pohoří. Všech pět lidí na palubě zemřelo.

- 21. července 1961 - Douglas DC-6, let 779 ze Seattlu na Šemijský ostrov naboural krátce před ranvejí, na kterou se snažil přistát, jenže ji kvůli tomu, že letištní dispečer zapomněl zapnout světla na jejím konci, nenašel. Všech šest lidí na palubě zemřelo.

- 4. září 1971 - Boeing 727-193, let 1866 mezi Anchoragem, Cordovou, Yakutatem, Juneau a Sitkou narazil do hory v Čilkatském pohoří 30 kilometrů od letiště v Juneau. Všech sedm členů posádky a 104 cestujících zemřelo. Později bylo určeno, že příčinou nehody byly nedostatky v navigačních systémech a opatřeních.

- 5. dubna 1976 - Boeing 727-81, let 60 mezi Juneau a Ketchikanem přejel ranvej v Ketchikanu poté, co se pilot na poslední chvíli rozhodl obletět letiště. Jeden cestující zemřel na infarkt a nehoda byla připsána pilotově neprofesionálnímu rozhodnutí.

- 13. března 1990 - Boeing 727-227 mezi Phoenixem a Tucsonem při vzletu přejel a zabil chodce, který pravděpodobně utekl z nedaleké psychiatrické léčebny.

- 31. ledna 2000 - McDonnell Douglas MD-83, let let 261 mezi mexickým Puerto Vallarta, San Franciscem a Seattlem spadl do Tichého oceánu nedaleko Point Mugu poté, co se začal připravovat na nouzové přistání na letišti v Los Angeles. Všech 88 lidí na palubě zemřelo. Národní úřad dopravní bezpečnosti poté zjistil, že za nehodu mohlo selhání stavěcího šroubu horizontálního stabilizátoru, k jehož opotřebení došlo v důsledku prodloužení servisních intervalů (mazání posunuto až na 2500 letových hodin, po nehodě 650h). Počínající závada (poničená matice) byla odhalena servisem, ale oprava odložena. Stržený závit matice pak způsobil nehodu. Aerolinka si tím vysloužila inspekce od Federálního leteckého úřadu. Nehoda také přiměla úřad, aby se více soustředil na dozor údržby letadel. Nehoda byla zrekonstruována v osmé epizodě první řady seriálu Letecké katastrofy.

- 26. prosince 2005 - McDonnell Douglas MD-83, let 536 mezi Seattlem a kalifornským Burbankem byl přinucen vrátit se do Seattlu na nouzové přistání. Důvodem byla díra v trupu letadla, která zavinila ztrátu tlaku uvnitř letadla. Podle mluvčího Národního úřadu dopravní bezpečnosti Jima Struhsakera se poté nosič zavazadel přiznal, že nestihl nahlásit, že naboural do letadla se svým vozem.